# Friedrich Rabe
Friedrich Rabe (* 4. Dezember 1941 in Magdeburg) ist ein deutscher Politiker (PDS, Die Linke). Er war von 1990 bis 1994 Mitglied im Landtag Sachsen-Anhalt.

## Ausbildung und Leben
Rabe besuchte 1948 bis 1956 die Grundschule und danach die Volkshochschule, das Institut für Lehrerbildung und die Pädagogische Hochschule. 1956 bis 1959 absolvierte er eine Lehre und 1959 bis 1963 das Studium. 1963 bis 1971 war er Lehrer an POS und EOS. 1971 bis 1976 arbeitete er als wissenschaftlicher Mitarbeiter und 1976 bis 1978 als stellvertretender Direktor der Medizinischen Fachschule Stendal. 1978 bis 1986 war er Direktor der Betriebsakademie des Gesundheits- und Sozialwesens Stendal. 1986 bis 1990 arbeitete er als Bezirkssekretär bzw. Landesgeschäftsführer der Volkssolidarität in Magdeburg und war Mitglied in deren Hauptvorstand.

## Politik
Rabe trat 1961 in die SED ein. Mit deren Transformation zur PDS im Jahr 1990 wurde er dort Mitglied. Bei der ersten Landtagswahl in Sachsen-Anhalt 1990 zog er über die Landesliste in den Landtag ein. Der Empfehlung des parlamentarischen Stasi-Untersuchungsausschusses, sein Mandat wegen seiner früheren Tätigkeit als inoffizieller Mitarbeiter der DDR-Staatssicherheit niederzulegen, kam er nicht nach und trat bei der Landtagswahl 1994 erneut an. Die Intervention der Parteivorsitzenden Petra Sitte verhinderte, dass er einen aussichtsreichen Listenplatz erhielt. Er war lange Jahre Bundessprecher der Kommunistischen Plattform in der PDS und ist Mitglied im Bundessprecherrat der Kommunistischen Plattform der Linken (Stand: 2011).

## Privates
Rabe ist Vater eines Kindes.